# Chiesa di Sant'Anna (Valbrevenna)
La chiesa di Sant'Anna è un luogo di culto cattolico italiano, situato nella frazione di Nenno nel comune di Valbrevenna, città metropolitana di Genova. La chiesa è sede della parrocchia omonima del vicariato del Genovesato della diocesi di Tortona.
La chiesa è sottoposta a vincolo di tutela da parte della Soprintendenza per i beni architettonici e archeologici della Liguria.

## Storia e descrizione
Sita nella frazione di Nenno, a metà tra i due nuclei abitati che formano il paese fa parte assieme alla parrocchia di Santa Margherita d'Antiochia di Tonno della diocesi di Tortona.
Il nucleo principale della chiesa fu costruito tra il 1741 e il 1756 in stile barocco e successivamente furono aggiunte le cappelle laterali. La chiesa ha un'unica navata con sei altari laterali, dedicati a sant'Anna, alla Madonna del Rosario, alla Pietà, a san Maurizio e a san Giuseppe.
La chiesa conserva al suo interno un pregevole organo, realizzato nel 1860 dall'organaro Camillo Guglielmo Bianchi. I tre altari sono opera del marmista Domenico Prato, mentre l'altare maggiore e altri due altari furono acquisiti nel primo decennio del XIX secolo dalla soppressa ciesa di San Paolo di Pré (Genova). La cantoria marmorea fu invece acquisita nel 1819 dalla chiesa di San Paolo in Campetto. Le decorazioni interne sono opera del pittore Cesare Donati
La parrocchia era stata costituita alcuni anni prima della costruzione della chiesa, nel 1722, ma già nel 1670 l'oratorio dedicato a San Giovanni Battista, ancora oggi presente a Nenno Inferiore (che dipendeva dalla parrocchia di Vaccarezza, frazione di Savignone), aveva un proprio cappellano. Nel 1821 la parrocchia fu elevata al rango di prevostura.
Tra il 2009 e il 2010 sono stati eseguiti lavori di restauro e consolidamento delle fondazioni della chiesa, a seguito dei quali l'edificio religioso è rimasto inagibile per alcuni mesi, durante i quali le funzioni religiose sono state officiate nell'oratorio di Nenno Inferiore.
La festa patronale di sant'Anna viene festeggiata tradizionalmente l'ultima domenica di Luglio.